# Нишвилова награда за животно дело
Нишвилова награда за животно дело је признање које фестивал Нишвил сваке године додељује заслужним српским џез музичарима. Признање је установљено 2006. године, а добитнику се званично уручује приликом свечаног отварања фестивала.
Први добитник ове награде био је Нишлија Шабан Бајрамовић, познат и као Краљ ромске музике. Нишвил је исте године установио и Награду Шабан Бајрамовић, која се додељује за фузију џеза са другим музичким правцима.

## Добитници
| Година | Добитник                            | Изв.          |
| ------ | ----------------------------------- | ------------- |
| 2006.  | Шабан Бајрамовић                    | [ 4 ]         |
| 2007.  | Нада Кнежевић                       | [ 5 ]         |
| 2008.  | Душко Гојковић                      | [ 6 ]         |
| 2009.  | Војислав Симић                      | [ 7 ]         |
| 2010.  | Мирко Шоуц                          | [ 8 ]         |
| 2011.  | Миша Блам                           | [ 9 ]         |
| 2012.  | Миливоје Мића Марковић              | [ 10 ]        |
| 2013.  | Стјепко Гут                         | [ 11 ]        |
| 2014.  | Нада Павловић                       | [ 12 ]        |
| 2015.  | Јован Маљоковић                     | [ 13 ]        |
| 2016.  | Љубомир Матијаца                    | [ 14 ]        |
| 2017.  | Бисера Велетанлић                   | [ 15 ]        |
| 2018.  | Лазар Тошић                         | [ 16 ]        |
| 2019.  | Лари Вучковић                       | [ 17 ]        |
| 2020.  | Милош Крстић                        | [ 18 ]        |
| 2021.  | Јова Радовановић и Седморица младих | [ 19 ] [ 20 ] |
| 2022.  | Бети Ђорђевић                       | [ 21 ]        |
| 2023.  | Драгомир Миленковић                 | [ 22 ]        |
| 2024.  | Иван Швагер                         | [ 23 ]        |
| 2025.  | Биг бенд Радио-телевизије Србије    | [ 24 ]        |